# Perseo libri
Perseo libri (in precedenza Libra Editrice) fu una casa editrice italiana con sede a Bologna specializzata in narrativa fantastica. 

## Storia
Nel corso degli anni Sessanta il mercato librario italiano conobbe una fioritura di pubblicazioni per le edicole dedicate alla letteratura di fantascienza (sia riviste di racconti sia collane di romanzi tascabili), nelle cui redazioni si formò una prima generazione di scrittori e studiosi italiani: in particolare il critico e traduttore Ugo Malaguti si distinse dirigendo per l'editore piacentino La Tribuna il periodico Galassia e a fine decennio fondò Libra Editrice per inserirsi in due nicchie editoriali relativamente scoperte: da un lato la rivista Nova Sf*, tuttora in attività, propose selezioni di narrativa breve anglofona, colmando il vuoto lasciato dalle defunte Urania e Galaxy, dall'altro lato le tre collane di romanzi I classici della fantascienza, Slan e Saturno (tutte vendute per corrispondenza) proposero per la prima volta opere fantastiche in edizioni di pregio e corredate di validi apparati critici e bio-bibliografici, perfezionando il modello dello Science Fiction Book Club di La Tribuna e anticipando di circa un lustro le più famose proposte di Editrice Nord e Fanucci Editore. 
All'inizio degli anni Ottanta Libra fallì, non riuscendo a inserirsi nella distribuzione in libreria durante un periodo di sovrapproduzione, ma dopo un breve iato fu rilanciata con il nuovo nome di Perseo libri e un organico pressoché invariato: Malaguti mantenne la direzione sostanziale dell'azienda e venne coadiuvato da autori suoi coetanei quali Lino Aldani, Renato Pestriniero, Giovanni Mongini, Antonio Bellomi e Fabio Calabrese, oltre che da esponenti di una generazione più giovane come Riccardo Gramantieri, Alessandro Fambrini, Bruno Vitiello, Daniele Vecchi e Giorgio Sangiorgi. In questa seconda fase il catalogo dell'editore fu di fatto tripartito: la traduzione di fantascienza angloamericana continuò tramite Nova Sf* e la collana complementare di romanzi Biblioteca di Nova Sf*, venne lanciata sul mercato una proposta complementare di letteratura europea (e in particolare italiana) tramite il periodico Futuro Europa e la collana Narratori Europei di Science Fiction, e fu aperta la collana di testi critici Fantascienza Saggi, dedicata al cinema di fantascienza; infine, venne avviata una ristampa completa dell'opera di Clifford D. Simak, fra i maggiori autori di fantascienza statunitense.
A seguito di una crisi finanziaria Perseo è andata in svendita a cavallo fra 2007 e 2008 ed Elara S.r.l. ne ha assorbito sia il catalogo sia lo staff redazionale.

## Collane e periodici
Tutte le pubblicazioni ancora attive sono passate nel 2008 sotto la gestione di Elara S.r.l..

### Libra Editrice (1967-1982)
- Nova SF* 1ª serie (1967-1980), 42 uscite.
- Slan. Il meglio della fantascienza (1968-1982), 73 volumi.
- I classici della fantascienza (1969-1982), 72 volumi.
- Saturno. Collana di fantascienza (1977-1982), 36 volumi.

### Perseo Libri (1985-2007)
- Nova SF* 2ª serie (1985-in corso), 82 uscite.
- Futuro Europa (1988-2008), 50 uscite.
- Biblioteca di Nova SF* (1989-in corso), 53 volumi.
- Narratori Europei di Science Fiction (1989-in corso), 49 volumi.
- Opere di Clifford D. Simak (1992-in corso), 12 volumi.
- Fantascienza Saggi (2002-in corso), 6 volumi.